# Euhadra nachicola
Euhadra nachicola é uma espécie de gastrópode da família Camaenidae.
É endémica de Japão.